# 世界红卍字会中华总会

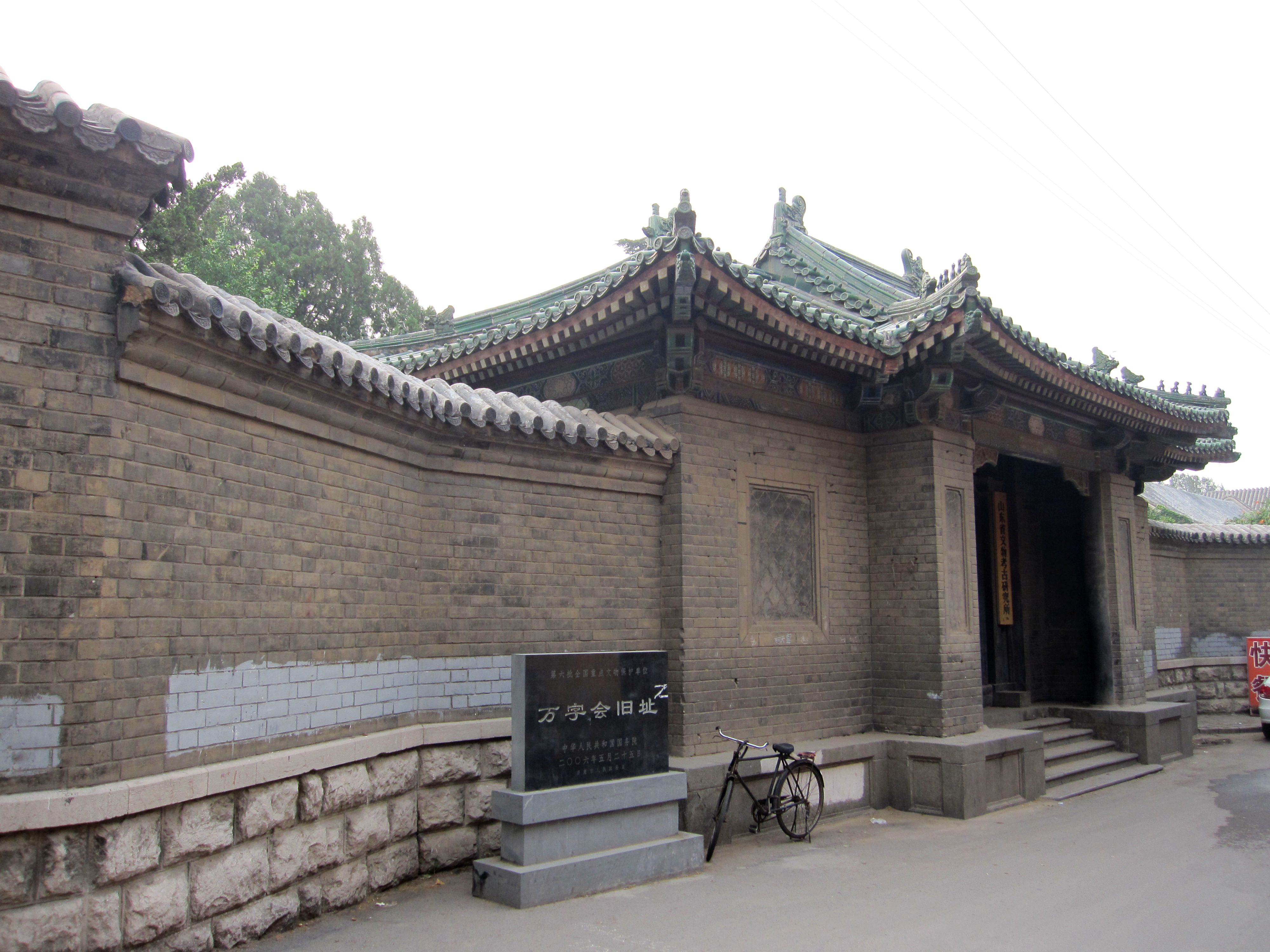
位於济南的红卍字会母院旧址

世界红卍字会中华总会（英語：The Red Swastika Society）是中華民國、中华人民共和国的一宗教慈善组织，是世界红卍字会的主要组织之一。

## 历史
1916年，山东省滨县人吴福永创立“道院”，提倡佛教、道教、儒教、伊斯兰教和基督教五教合一。红卍字会就始于道院。1921年，钱能训、杜秉寅、李佳白等人在北京组织红卍字会筹备处，以“促进世界和平，救济灾患”为宗旨，于1922年在济南成立“世界红卍字会总会”，并设天津、北京、济宁分院。1923年总院迁往北京，更名“世界红卍字会中华总会”，在中华民国内务部登记，总会会址设在北京西城西单牌楼舍饭寺17号。道院与红卍字会是合二为一的表里组织，道院重内修，红卍字会则着重推展慈善事业。
1953年2月，世界红卍字会中华总会在《人民日报》上接连公开发表声明，宣布自行解散。

## 世界红卍字会中华总会历任会长
- 钱能训（1922年-1924年病故）（1922年-1923年为“世界红卍字会总会”会长）
- 徐世光（1924年-1925年）
- 熊希龄（1925年-1937年病故）
- 王人文（1937年-1939年病故）
- 以下待考